# Hậu Lộc (xã)
Hậu Lộc là một xã thuộc tỉnh Thanh Hóa, Việt Nam.
Xã Hậu Lộc được thành lập ngày 16 tháng 6 năm 2025 theo Nghị quyết số 1686/NQ-UBTVQH15  của Ủy ban Thường vụ Quốc hội  trên cơ sở sáp nhập  toàn bộ diện tích tự nhiên, quy mô dân số của thị trấn Hậu Lộc và các xã Thuần Lộc, Mỹ Lộc, Lộc Sơn thuộc huyện Hậu Lộc, tỉnh Thanh Hóa . Xã này chính thức hoạt động từ ngày 01 tháng 7 năm 2025.

## Thị trấn Hậu Lộc trước tháng 6 năm 2025

### Địa lý
Thị trấn Hậu Lộc nằm ở trung tâm huyện Hậu Lộc, có vị trí địa lý:
- Phía đông giáp xã Hoa Lộc và xã Phú Lộc
- Phía tây giáp xã Lộc Sơn
- Phía nam giáp các xã Mỹ Lộc, Thuần Lộc, Xuân Lộc
- Phía bắc giáp xã Cầu Lộc và xã Tuy Lộc.

Thị trấn Hậu Lộc có diện tích 9,89 km², dân số năm 2018 là 11.574 người, mật độ dân số đạt 1.170 người/km².
Quốc lộ 10 chạy qua trung tâm thị trấn.

### Hành chính
Thị trấn Hậu Lộc được chia thành 14 khu phố: Hòa Bình, Minh Hòa, Phú Cường, Tân Đồng, Tân Mỹ, Tân Xuân, Thanh Xuân, Tống Ngọc, Trung Đức, Trung Phú, Trung Tâm, Trung Thành, Trung Thắng, Yên Nội.

### Lịch sử
Phần lớn địa bàn thị trấn Hậu Lộc hiện nay trước đây vốn là hai xã Thịnh Lộc và Lộc Tân thuộc huyện Hậu Lộc.
Ngày 14 tháng 9 năm 1989, Hội đồng Bộ trưởng ban hành Quyết định số 124-HĐBT. Theo đó, thành lập thị trấn Hậu Lộc, thị trấn huyện lỵ huyện Hậu Lộc trên cơ sở một phần diện tích và dân số của 3 xã: Lộc Tân, Mỹ Lộc và Thịnh Lộc.
Đến năm 2018, thị trấn Hậu Lộc có diện tích 2,63 km², dân số là 4.583 người, mật độ dân số đạt 1.743 người/km², được chia thành 6 khu phố từ 1 đến 6. Xã Thịnh Lộc có diện tích 2,54 km², dân số là 2.351 người, mật độ dân số đạt 926 người/km², được chia thành 3 thôn: Hòa Bình, Trung Phú, Yên Nội. Xã Lộc Tân có diện tích 4,72 km², dân số là 4.640 người, mật độ dân số đạt 983 người/km², được chia thành 13 thôn: Công Minh, Đồng Tâm, Làng Mới, Minh Tân, Ngọc Chi, Ngọc Sơn, Ngọc Thụ, Phú Cường, Tân Tiến, Xuân Đài, Xuân Kỳ, Xuân Lộc, Yên Hòa.
Ngày 16 tháng 10 năm 2019, Ủy ban Thường vụ Quốc hội ban hành Nghị quyết số 786/NQ-UBTVQH14 về việc sắp xếp các đơn vị hành chính cấp xã thuộc tỉnh Thanh Hóa (nghị quyết có hiệu lực từ ngày 1 tháng 12 năm 2019). Theo đó, sáp nhập toàn bộ diện tích và dân số của các xã Thịnh Lộc và Lộc Tân vào thị trấn Hậu Lộc.